# Parlamento de Malta
O Parlamento de Malta (Parlament ta' Malta) é a sede do poder legislativo de Malta, o parlamento é no formato unicameral e conta atualmente com 69 membros com mandatos de 5 anos eleitos por representação proporcional através do voto único transferível em 13 círculos eleitorais.